# Institut International de Philosophie
Das Institut International de Philosophie (IIP), die Weltakademie der Philosophen, ist das wissenschaftlich höchste Gremium der Philosophie in der Welt. Das Institut hat seinen Sitz in Paris.

## Geschichte
Das Institut wurde 1937 durch Vertreter der Sorbonne und der Universität Lund gegründet, mit Sitz in Paris. Gründungspräsident war Léon Robin; die beiden besonders initiativen Gründer und Vizepräsidenten waren Åke Petzäll (Schweden) und Raymond Bayer (Frankreich).

## Organisation
Es gibt einen Präsidenten, der für drei Jahre gewählt wird, und zwei Vizepräsidenten. Diese vertreten zusammen mit drei Beisitzern die Akademie im Vorstand und nach außen. Langjähriger (wiederwählbarer) Generalsekretär war Pierre Aubenque (1929–2020). Zurzeit ist der Generalsekretär Pascal Engel (Paris IV / EHESS).
Mitglieder werden aufgrund von Vorschlägen der Mitglieder aus verschiedenen Nationen kooptiert. Aus den Ländern mit größeren philosophischen Traditionen sind rund fünf (Deutschland) bis neun (Frankreich) Philosophen Mitglieder der Akademie, während kleinere Länder in der Regel durch ein oder zwei Mitglieder vertreten sind. Die derzeit knapp über hundert Mitglieder kommen aus fast 40 Ländern.

## Aufgaben
Zur Aufgabe der Kommissionen sowie des Vorstandes der Akademie zählen vor allem die internationale philosophische Kommunikation und Kooperation unter leitenden Gesichtspunkten der Vernunft und Toleranz sowie der gegenseitigen Öffnung der Kulturen, Traditionen und Einstellungen und der Dialog mit Kunst, Literatur, Wissenschaft und Technik und Wirtschaft. Die Akademie gibt Übersichtswerke über philosophische Bereiche, Bibliographien sowie Chroniken und Kongressberichte heraus.

## Ehrenpräsidenten
- Jerzy Pelc (Polen)
- Georg Henrik von Wright (Finnland), Präsident 1975-1977.
- David Pears (Großbritannien), Präsident 1988-1990.
- Ruth Barcan Marcus (USA)
- Evandro Agazzi (Italien)
- Tomonobu Imamichi (Japan), Präsident 1997-1990.
- Jaakko Hintikka (Finnland), Präsident 1993-1996.
- Anne Fagot-Largeault (Frankreich)
- Hans Lenk (Deutschland), Präsident 2005–2008
- Tomás Calvo-Martinez (Spanien), 2008-2011
- Mircea Dumitru (Romanien), 2017-2020
- Jure Zovko (Kroatien), 2021-